# Андрей, Йонуц
Йонуц Андрей (рум. Ionuţ Andrei, 20 декабря 1985, Скиту-Голешти) — румынский бобслеист, разгоняющий, выступает за сборную Румынии с 2004 года. Участник зимних Олимпийских игр в Ванкувере, неоднократный победитель национального первенства, победитель и призёр различных этапов Кубка Северной Америки и Европы.

## Биография
Йонуц Андрей родился 20 декабря 1985 года в коммуне Скиту-Голешти, регион Валахия. С раннего детства увлекался спортом, в 2002 году начал активно заниматься бобслеем, спустя два года в качестве разгоняющего прошёл отбор в национальную сборную и в составе экипажа Николае Истрате стал ездить на крупнейшие международные старты, в том числе на этапы Кубка мира, где почти всегда попадал в тридцатку сильнейших. В декабре 2006 года выиграл бронзовую медаль на этапе европейского кубка в итальянской Чезане, на прочих этапах выступал с попеременным успехом. В 2007 году дебютировал на взрослом чемпионате мира, показав на трассе швейцарского Санкт-Морица двадцать третье время в зачёте четвёрок. Следующий сезон провёл на довольно высоком уровне, закрыл десятку сильнейших на юниорском мировом первенстве и был двадцатым на взрослом.
На чемпионате мира 2009 года в американском Лейк-Плэсиде финишировал с четвёркой восемнадцатым, также в этом сезоне соревновался в Кубке Северной Америки — выиграл бронзовую награду, пять серебряных и одну золотую в декабре на этапе в Парк-Сити. Благодаря череде удачных выступлений Андрей удостоился права защищать честь страны на зимних Олимпийских играх 2010 года в Ванкувере, занял в итоге пятнадцатое место зачёта четырёхместных экипажей. После Олимпиады продолжил выступать на самом высоком уровне, боролся за медали на этапах европейского кубка и держался в двадцатке мирового. На чемпионате мира 2011 года в немецком Кёнигсзее был двадцать третьим с четвёркой. Однако в следующем сезоне из-за высокой конкуренции в сборной вынужден был выступать в основном на второстепенных менее значимых стартах, на молодёжном чемпионате мира 2012 года в австрийском Иглсе пришёл к финишу двадцать вторым.